# Dance of Death
Dance of Death – trzynasty studyjny album heavymetalowej grupy Iron Maiden, wydany w 2003 roku. 2 września ukazał się w Japonii, ósmego zaś w reszcie świata. Koncertowym wydaniem tego albumu był koncert z Dortmundu, Niemcy (Death on the Road). Jest to płyta, na której znajduje się pierwszy utwór, którego współautorem jest Nicko McBrain - "New Frontier".

## Lista utworów
1. "Wildest Dreams" (Smith, Harris) - 3:52
2. "Rainmaker" (Dickinson, Murray, Harris) - 3:48
3. "No More Lies" (Harris) - 7:21
4. "Montsegur" (Dickinson, Gers, Harris) - 5:50
5. "Dance of Death" (Gers, Harris) - 8:36
6. "Gates of Tomorrow" (Dickinson, Gers, Harris) - 5:12
7. "New Frontier" (Dickinson, Smith, McBrain) - 5:04
8. "Paschendale" (Smith, Harris) - 8:28
9. "Face in the Sand" (Dickinson, Smith, Harris) - 6:31
10. "Age of Innocence" (Murray, Harris) - 6:10
11. "Journeyman" (Dickinson, Smith, Harris) - 7:07

## Wykonawcy
- Bruce Dickinson - śpiew
- Dave Murray - gitara elektryczna
- Janick Gers - gitara elektryczna
- Adrian Smith - gitara elektryczna
- Steve Harris - gitara basowa, syntezatory
- Nicko McBrain - perkusja

## Pozycje na listach
| Lista         | Kraj              | Pozycja |
| ------------- | ----------------- | ------- |
| Billboard 200 | Stany Zjednoczone | 18      |
| OLiS          | Polska            | 3       |